# Aichryson palmense
Aichryson palmense és una espècie de planta del gènere Aichryson de la família de les Crassulaceae.

## Taxonomia
Aichryson palmense Webb ex Bolle va ser descrita per Carl (Karl) Augus Bolle i publicada a Bonplandia 7: 243. 1859.
Sinonímia
- Sempervivum palmense  (Webb ex Bolle) Christ (1888)
- Gongarillo palmero (nom comú).[3]